# Barbara Fidel
Barbara Fidel, slovenska kegljavka, * 9. avgust 1985
Barbara Fidel je štirikrat osvojila posamični naslov svetovne prvakinje v kegljanju ter enkrat naslov zmagovalke svetovanega pokala v kegljanju, dosegla je tudi svetovni rekord s 672 podrtimi keglji. Je članica Kegljaškega kluba Celje. Leta 2006 je prejela Bloudkovo plaketo »za pomemben tekmovalni dosežek v športu«.